# Phần mềm phân phối

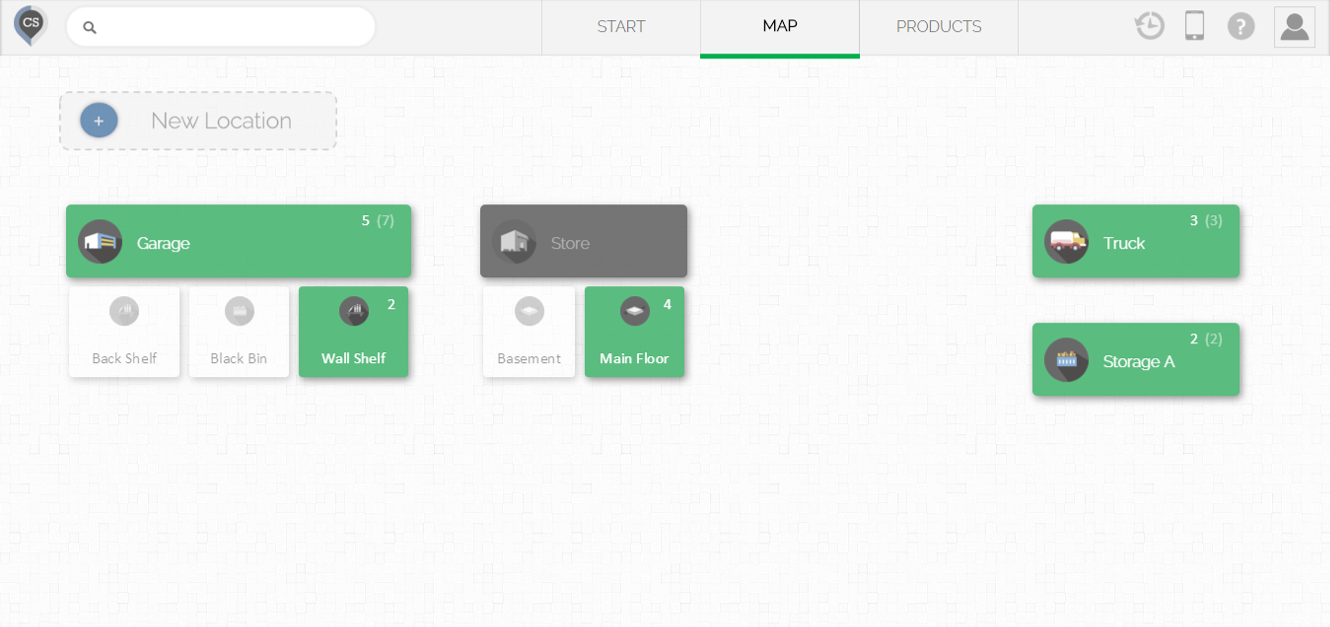
Yêu cầu quan trọng đối với phần mềm phân phối là Khả năng hiển thị hàng tồn kho bao gồm cả khả năng hiển thị hàng tồn kho nội bộ (ở trên) cũng như khả năng hiển thị trên toàn chuỗi cung ứng (nhà cung cấp và khách hàng)

Phần mềm phân phối đề cập đến phần mềm quản lý mọi thứ, từ xử lý đơn hàng và kiểm soát hàng tồn kho đến kế toán, mua hàng và dịch vụ khách hàng, quản lý chuỗi cung ứng, bán hàng, quản lý quan hệ khách hàng và quản lý tài chính.
Các giải pháp tinh vi hơn có thể bao gồm các lĩnh vực như dự báo và bổ sung nâng cao, quản lý kho, chọn, đóng gói & vận chuyển, EDI hoặc trao đổi dữ liệu điện tử, Quản lý chi tiêu thương mại và nhiều hơn nữa.
Phần mềm phân phối giúp các công ty quản lý tài nguyên bên trong và bên ngoài một cách hiệu quả bằng cách giảm thiểu hàng tồn kho nhưng đảm bảo quá mức không xảy ra.
Phần mềm phân phối dựa trên đám mây bắt đầu nổi tiếng vào khoảng năm 2010.  Lợi ích của các giải pháp phân phối dựa trên đám mây bao gồm khả năng truy cập ứng dụng từ bất kỳ thiết bị nào sử dụng trình duyệt web và tiết kiệm chi phí do giảm yêu cầu phần cứng.
Nhiều nhà cung cấp ERP như Acumatica, Microsoft Dynamics NAV-X, Netsuite, Infor Distribution, SAP ERP và Epicor Software Corporation với Prophet 21 và Eclipse cung cấp phần mềm phân phối như một phần của hệ thống  ERP của họ.